# Histoire de l'écriture

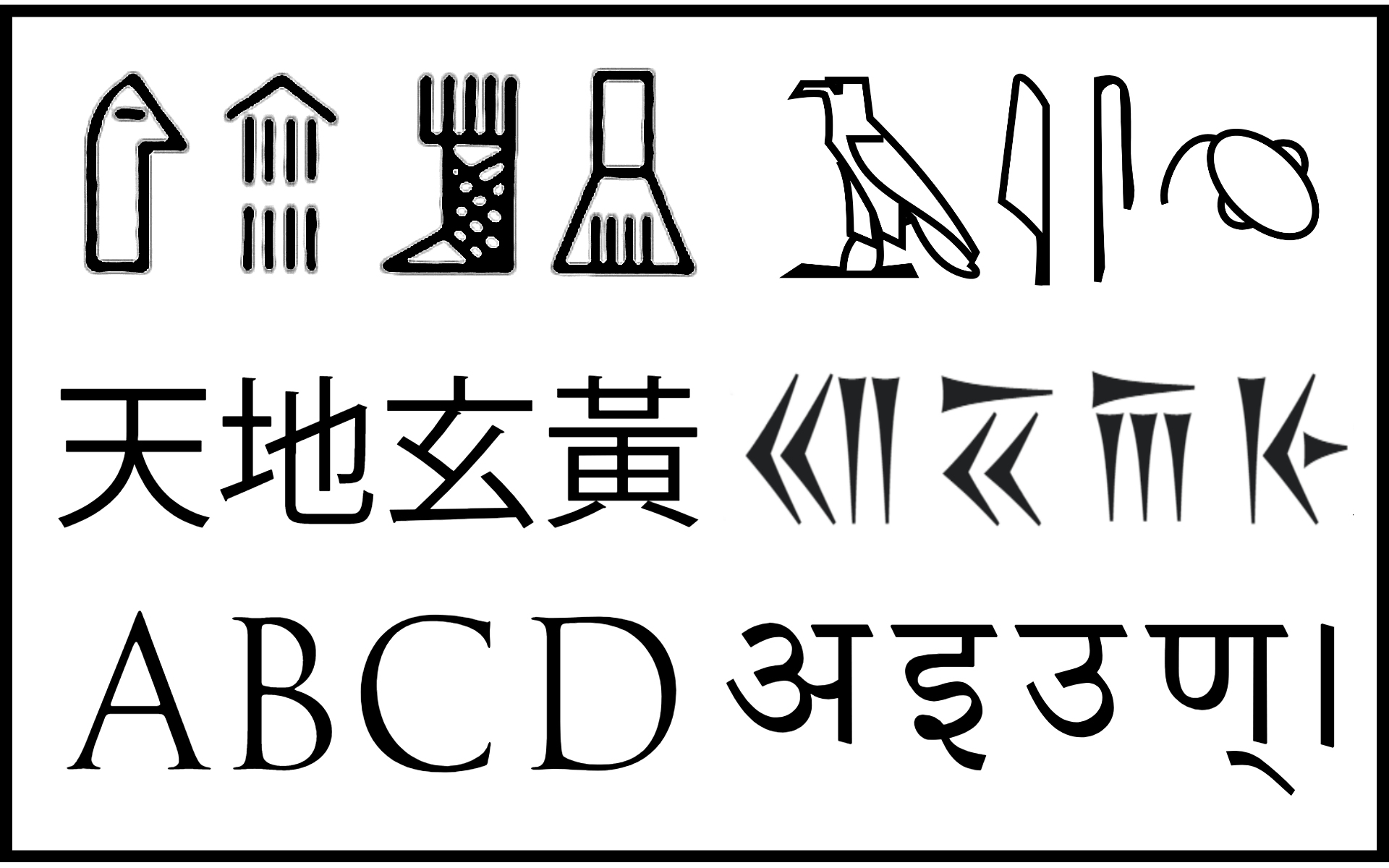
Six systèmes d'écriture majeurs de l'Histoire (de gauche à droite et de haut en bas) : pictogrammes sumériens, hiéroglyphes égyptiens, caractères chinois, cunéiforme persépolitain, alphabet latin et devanagari.

L'histoire de l'écriture retrace l'évolution de l'expression du langage par des lettres ou des signes ainsi que les études et descriptions de ces développements.
Dans l'histoire de l'évolution des systèmes d'écriture dans différentes civilisations humaines, des systèmes d'écriture plus complets ont été précédés par la proto-écriture, c'est -à-dire des systèmes d'idéogrammes ou mnémotechniques anciens (symboles ou lettres qui facilitent leur mémorisation).
L'écriture en tant que telle, dans laquelle le contenu d'un énoncé linguistique est codé de manière qu'un autre lecteur puisse reconstruire l'énoncé exact écrit, avec un certain degré de précision, est un développement ultérieur. Elle se distingue de la protoécriture, qui évitait généralement de coder des mots grammaticaux et des affixes en rendant ainsi plus difficile la reconstruction du sens exact voulu par l'écrivain à moins qu'une grande partie du contexte ne soit déjà connue à l'avance. L'une des premières formes d'expression écrite est le cunéiforme.

## Inventions de l'écriture

Sumer, au sud de la Mésopotamie, serait le lieu où la langue écrite est inventée pour la première fois vers 3300 av. J.-C.

On a pu penser que l'écriture avait été inventée dans une seule civilisation, une théorie qualifiée de « monogenèse » : les érudits estimaient que toute écriture provenait de l'ancien Sumer (en Mésopotamie) et se serait répandue dans le monde par un processus de diffusionnisme. Selon cette théorie, le concept de représentation de la langue par des marques écrites avait été transmis par les commerçants ou marchands voyageant entre diverses régions,.
Cependant, la découverte des écritures de l'ancienne Mésoamérique, très éloignées des sources du Moyen-Orient, prouve que l'écriture a été inventée plus d'une fois. Les chercheurs reconnaissent maintenant que l'écriture peut s'être développée indépendamment dans au moins quatre civilisations anciennes : la Mésopotamie (entre 3400 et 3100 av. J.-C.)[réf. nécessaire], l'Égypte (environ 3250 av. J.-C.),,, la Chine (vers 1200 av. J.-C.) et les zones de plaine du sud du Mexique et du Guatemala (vers 500 av. J.-C.).
En ce qui concerne l'Égypte, plusieurs historiens,, font valoir que la première preuve de l'écriture égyptienne diffère dans la structure et le style du Mésopotamien et doit donc s'être développée indépendamment. La possibilité d'une diffusion stimulée par les relations entre l'Égypte et la Mésopotamie demeure mais cette influence aurait été limitée à l'idée.
En ce qui concerne la Chine, il est estimé que l'écriture ossécaille (caractères chinois anciens) est une invention indépendante, car il n'y a aucune preuve de contact entre la Chine ancienne et les civilisations alphabétisées du Proche-Orient et en raison des différences distinctes entre les approches mésopotamienne et chinoise des logogrammes et de la représentation phonétique.
Il reste des débats en ce qui concerne l'écriture de l'Indus de l'âge du bronze de la civilisation de la vallée de l'Indus, le Rongorongo de l'île de Pâques, et les symboles Vinča datés d'environ 5500 av. J.-C. Tous sont non déchiffrés et il est impossible de savoir s'ils représentent une écriture authentique, une proto-écriture ou autre chose[réf. nécessaire].
L'écriture archaïque sumérienne (précunéiforme) et les hiéroglyphes égyptiens sont généralement considérés comme les premiers véritables systèmes d'écriture, tous deux émergeant de leurs systèmes de symboles proto-alphabètes ancestraux de 3400 à 3100 avant J.-C., avec les premiers textes cohérents datant du XXVIe siècle av. J.-C. La civilisation proto-élamite développe son écriture durant la même période approximative.

## Systèmes d'écriture
Les systèmes de communication symbolique se distinguent des systèmes d'écriture. Avec ces derniers, il est généralement nécessaire de connaître la langue parlée associée pour comprendre le texte. En revanche, les systèmes symboliques, tels que les panneaux d'information, la peinture, les cartes géographiques et les mathématiques, ne nécessitent souvent pas de connaissance préalable d'une langue parlée. 

Premiers signes proto-cunéiformes (IVe millénaire avant notre ère) et cunéiformes pour le système sexagésimal (60, 600, 3600).

Chaque communauté humaine possède un langage, une caractéristique considérée comme une condition innée et déterminante de l'humanité. Cependant, le développement des systèmes d'écriture et leur supplantation partielle des systèmes traditionnels de communication orale s'avère être sporadique, inégale et lente. Une fois établis, les systèmes d'écriture dans l'ensemble changent plus lentement que leurs homologues parlés et conservent souvent des traits et des expressions qui n'existent plus dans la langue parlée.
Il existe trois critères d'écriture pour tous les systèmes d'écriture. Le premier est que l'écriture doit avoir un but ou une sorte de signification, il y a forcément un message communiqué dans le texte. Deuxièmement, tous les systèmes d'écriture sont composés d'une série de symboles qui peuvent être créés sur une sorte de surface, qu'elle soit physique ou numérique. Enfin, les symboles utilisés dans le système d'écriture doivent imiter la parole afin que la communication soit possible.
Le plus grand avantage de l'écriture est qu'elle fournit l'outil par lequel la société peut enregistrer des informations de manière cohérente et plus détaillée, ce qui ne pouvait pas être réalisé aussi bien auparavant par la parole. L'écriture permet aux sociétés de transmettre des informations ainsi que de partager et de préserver les connaissances.

## Histoire enregistrée

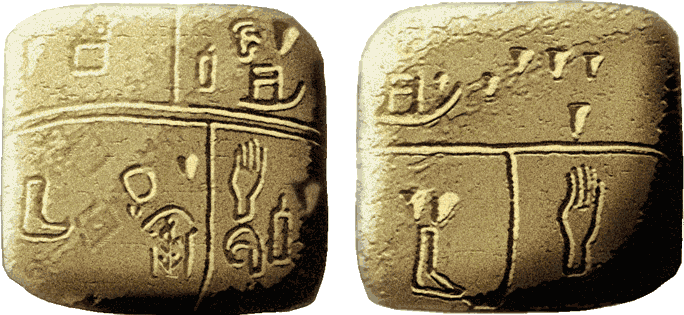
La tablette de Kish, en calcaire sumérien et portant une inscription pictographique, est peut-être l'écriture la plus ancienne connue. Datant de 3500 av. J.-C., elle est actuellement exposée à l'Ashmolean Museum.

Les origines de l'écriture apparaissent au début de la phase de poterie du Néolithique, lorsque des jetons d'argile sont utilisés pour enregistrer des quantités spécifiques de bétail ou de marchandises. Les jetons sont ensuite progressivement remplacés par des tablettes plates, sur lesquelles les signes sont enregistrés avec un stylet. L'écriture réelle est enregistrée pour la première fois à Uruk, à la fin du IVe millénaire avant notre ère, et peu après dans diverses parties du Proche-Orient.
Le poème mésopotamien Enmerkar et le seigneur d'Aratta raconte d'ailleurs la première histoire connue de l'invention de l'écriture.
Les historiens font une distinction entre la préhistoire et l'histoire de l'écriture primitive mais sont en désaccord sur le moment où la préhistoire devient histoire et quand la protoécriture devient une «vraie écriture » car cette définition est largement subjective. L'écriture, dans ses termes les plus généraux, est une méthode d'enregistrement d'informations et est composée de graphèmes, qui peuvent, à leur tour, être composés de glyphes.
L'émergence de l'écriture dans un domaine donné est généralement suivie de plusieurs siècles d'inscriptions fragmentaires. Les historiens marquent l'historicité d'une culture par la présence de textes cohérents dans le ou les systèmes d'écriture de la dite culture.
L'invention de l'écriture n'est pas un événement ponctuel mais un processus graduel initié par l'apparition de symboles, peut-être d'abord à des fins cultuelles.

## Stades de développement

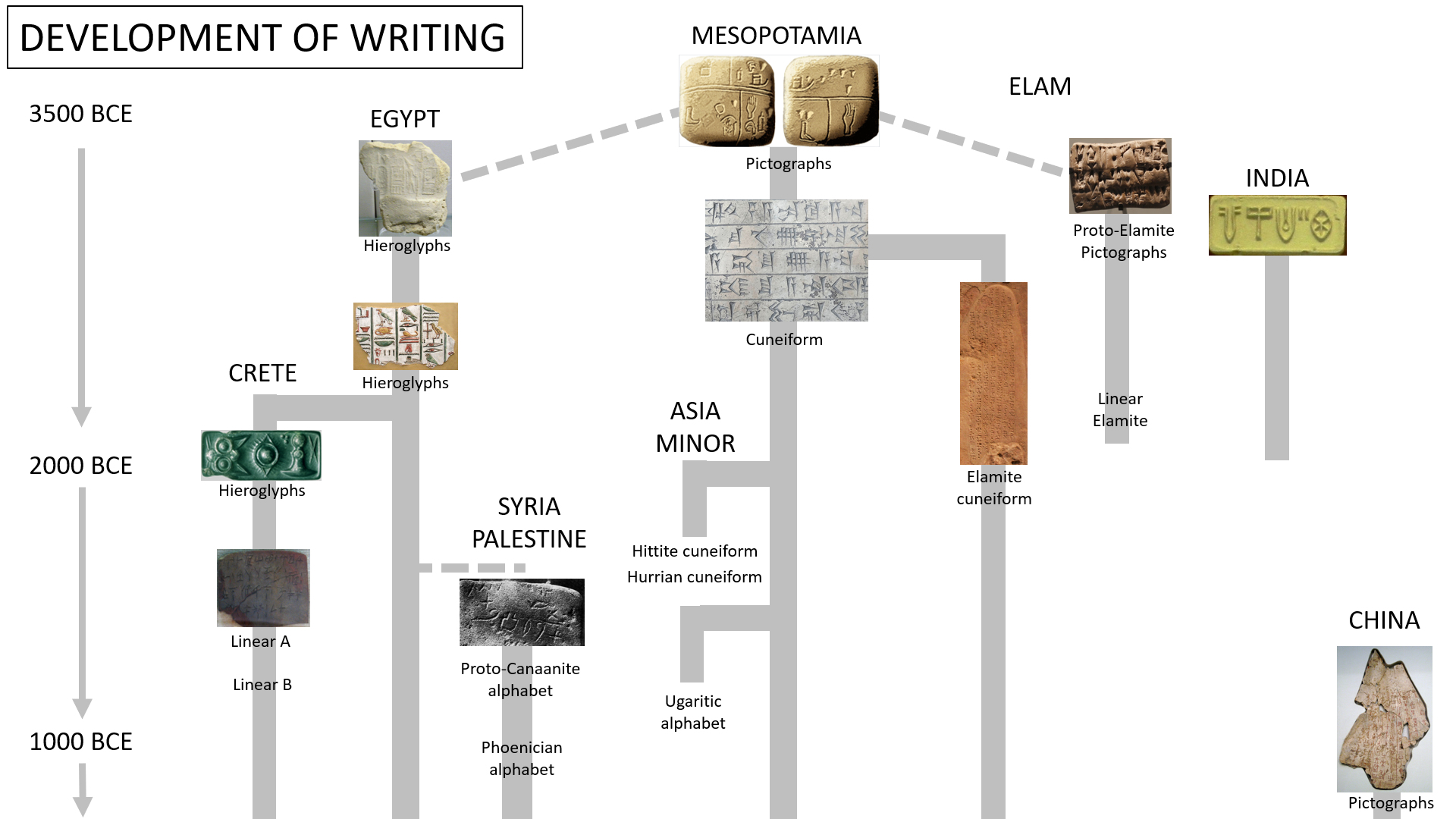
Reconstruction standard du développement de l'écriture,. Il est possible que l'écriture hiéroglyphique égyptienne ait été inventée indépendamment de l'écriture cunéiforme mésopotamienne.

Évolution comparative de pictogrammes aux formes abstraites en cunéiformes mésopotamiens, en hiéroglyphes égyptiens et en caractères chinois.

Le cheminement d'une protoécriture à une vraie écriture suit généralement les étapes de développement suivantes :
- Système d'écriture d'images : les glyphes (images simplifiées) représentent directement des objets et des concepts. Dans ce contexte, les sous-étapes suivantes peuvent être distinguées:
  - Mnémotechnique : les glyphes sont principalement un rappel.
  - Pictographique : les glyphes représentent directement un objet ou un concept.
  - Idéographique : les graphèmes sont des symboles abstraits qui représentent directement une idée ou un concept.
- Système de transition : les graphèmes se réfèrent non seulement à l'objet ou à l'idée qu'il représente, mais aussi à son nom.
- Système phonétique : les graphèmes font référence à des sons ou à des symboles parlés, et la forme du graphème n'est pas liée à ses significations. Cela se résout dans les sous-étapes suivantes :
  - Verbal : le graphème (logogramme) représente un mot entier.
  - Syllabique : le graphème représente une syllabe.
  - Alphabétique : le graphème représente un son élémentaire.

Les plus anciens systèmes d'écriture d'idéogrammes sont l'écriture Jiahu, gravés sur des carapaces de tortues à Jiahu, vers 6600 av J.-C. On note également les tablettes de Tărtăria, datée d'environ 5300 av. J.-C.
De véritables systèmes d'écriture se sont développés à partir de l'écriture néolithique au début de l'âge du bronze (IVe millénaire av. J.-C).

### Littérature et écriture
L'histoire de la littérature commence par l'histoire de l'écriture, mais la littérature et l'écriture ne sont pas synonymes. Ainsi, les premiers écrits de l'ancien Sumer, selon toute définition raisonnable, ne constituent pas de la littérature. La même chose est vraie de certains des premiers hiéroglyphes égyptiens et des milliers d'anciens documents gouvernementaux chinois. Les historiens ne sont pas d'accord sur le moment où la tenue de registres écrits est devenue plus proche de la littérature, mais les textes littéraires les plus anciens datent d'environ un millénaire après l'invention de l'écriture. Les premiers auteurs littéraires connus par leur nom sont Ptahhotep (qui écrivait en égyptien) et Enheduanna  (qui écrivait en sumérien), datant respectivement des XXIVe et XXIIIe siècles av. J.-C.

## Lieux et chronologie

### Protoécriture

Exemples d'écriture Jiahu, datées d'environ 6000 av. J.-C. La plupart des signes étaient inscrits séparément sur différentes coquilles.

Les premiers systèmes d'écriture du début de l'âge du bronze ne sont pas une invention soudaine. Il s'agit plutôt d'un développement basé sur des traditions antérieures de systèmes de symboles qui ne peuvent pas être classés comme une écriture appropriée, mais qui présentent de nombreuses caractéristiques de l'écriture. Ces systèmes peuvent être qualifiés de « proto-écriture ». Ils utilisent des idéogramme et des symboles mnémotechniques pour transmettre des informations, mais ne constituent probablement pas un langage naturel. Ces systèmes sont apparus au début de la période néolithique, dès le VIIe millénaire av. J.-C., et comprennent:
- L'écriture Jiahu trouvée sculptée dans des carapaces de tortues dans 24 tombes néolithiques creusées à Jiahu, province du Henan dans le nord de la Chine, une datation par le carbone 14 traçant leur origine au VIIe millénaire av. J.-C.[24] La plupart des archéologues considèrent que cette « écriture » n'est pas directement liée à l'écriture la plus ancienne[25].

- Les symboles Vinča, parfois appelés « écriture du Danube » , sont un ensemble de symboles trouvés sur les artefacts datant de l'Europe néolithique (VIe au Ve millénaire av. J.-C.) de la culture de Vinča d'Europe centrale et d'Europe du Sud-Est[26].

- La tablette de Dispilió de la fin du VIe millénaire av. J.-C. peut également être un exemple de protoécriture.

Même après le Néolithique, plusieurs cultures sont passées par une étape de protoécriture avant d'utiliser une réelle écriture. Les runes slaves mentionnées par quelques auteurs médiévaux peuvent avoir été un tel système. Le quipu des Incas (XVe siècle), un système de nœud utilisé pour compter, peuvent être de nature similaire.

### Écriture de l'âge du bronze
L'écriture émerge dans de nombreuses cultures différentes à l'âge du bronze. Les exemples sont l'écriture cunéiforme des Sumériens, les hiéroglyphes égyptiens, les hiéroglyphes crétois, les caractères chinois, l'écriture de l'Indus et l'écriture olmèque retrouvée sur la stèle de Cascajal.
L'écriture chinoise s'est probablement développée indépendamment de celles du Moyen-Orient vers 1600 av. J.-C. Les systèmes d'écriture mésoaméricains précolombiens (y compris l'écriture maya et olmèque) sont également généralement considérés comme ayant eu des origines indépendantes.
La première véritable écriture utilisant un alphabet aurait été développée vers 2000 av J.-C. pour les ouvriers sémites du Sinaï en transformant probablement les glyphes hiératiques égyptiens en alphabet protosinaïtique (voir Histoire de l'alphabet). La plupart des autres alphabets dans le monde sont issus de cette innovation, beaucoup via l'alphabet phénicien.

#### Écriture cunéiforme

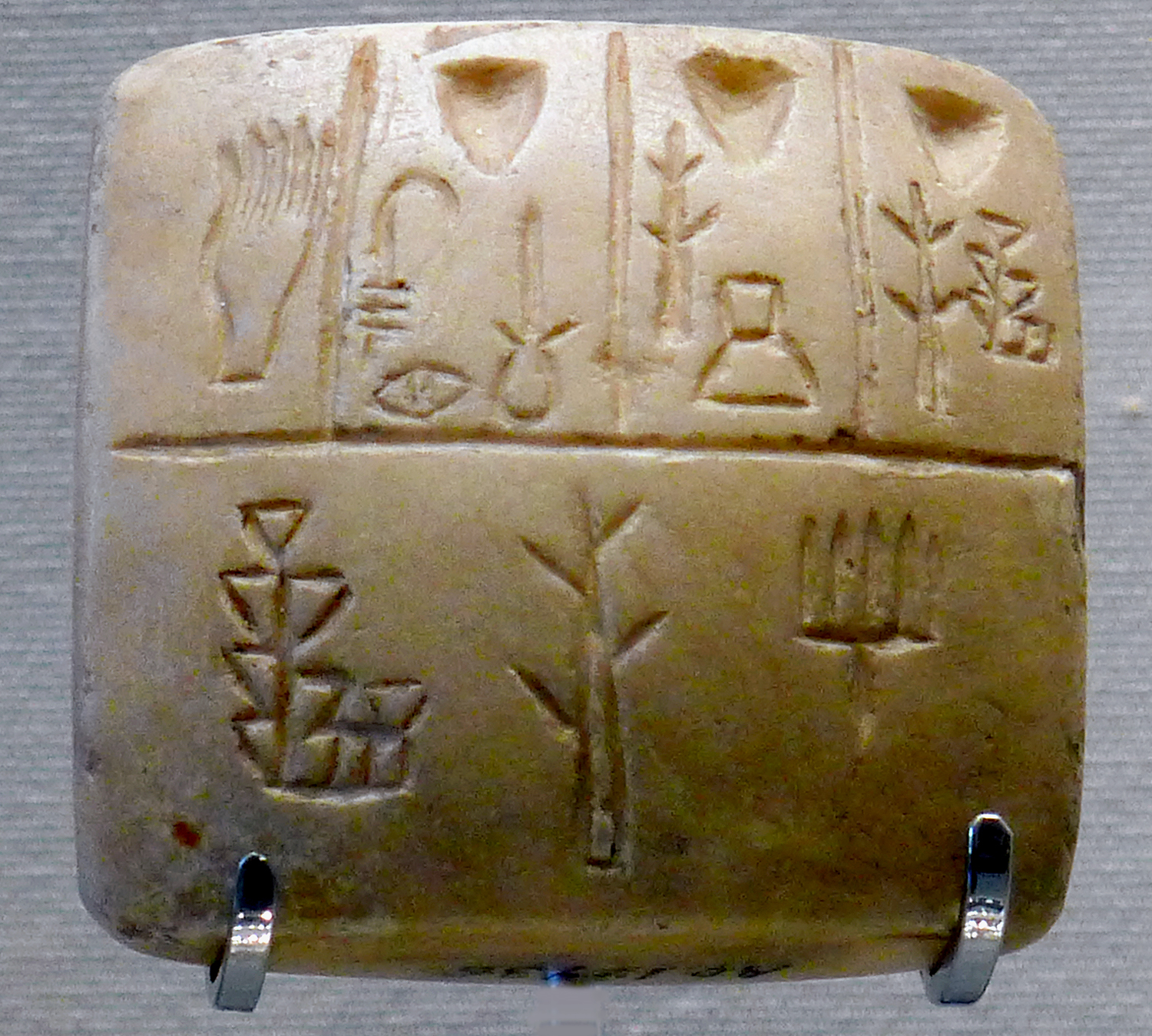
Tablette à caractères pictographiques protocunéiformes datant de la fin du IVe millénaire av. J.-C. pendant la période d'Uruk de niveau III.

Selon la reconstitution la plus répandue, le système d'écriture sumérien dérive d'un système de jetons d'argile utilisés pour compter des marchandises. À la fin du IVe millénaire av. J.-C., cela évolue vers une méthode de comptabilité, utilisant un stylet de forme ronde imprimé dans de l'argile molle à différents angles pour enregistrer des nombres. Cela progresse ensuite avec l'écriture pictographique en utilisant un stylet pointu pour indiquer ce qui est compté.
Vers le XXIXe siècle av. J.-C., l'écriture, d'abord seulement composée de logogrammes créés à l'aide d'un stylet en forme de coin (d'où le terme cunéiforme) , se développe pour inclure des éléments phonétiques en remplaçant progressivement l'écriture avec stylet rond et pointu vers environ 2700-2500 av. J.-C. Vers le XXVIe siècle av. J.-C., le cunéiforme commence à représenter les syllabes de la langue sumérienne. Enfin, l'écriture cunéiforme devient un système d'écriture à usage général pour les logogrammes, les syllabes et les nombres. Cette écriture est ensuite adaptée à l'akkadienne puis à d'autres, comme le hourrite et le hittite. Des écritures d'apparence similaire à ce système incluent l'alphabet ougaritique et le vieux perse.

#### Hiéroglyphes égyptiens

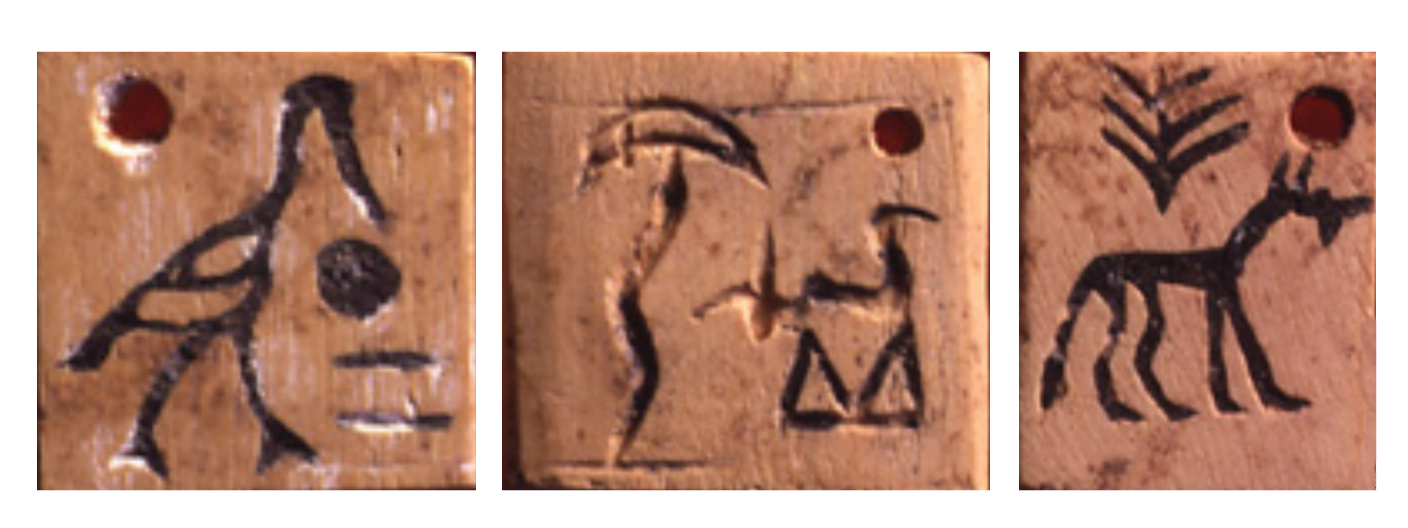
Dessins sur certaines des étiquettes ou jetons d'Abydos, datés vers 3400-3200 av. J.-C. et parmi les plus anciennes formes d'écriture en Égypte,. Ils sont remarquablement similaires aux étiquettes d'argile contemporaines d'Uruk, en Mésopotamie.

L'écriture est très importante dans le maintien de la civilisation égyptienne, mais l'alphabétisation concerne uniquement une élite éduquée de scribes. Seules les personnes de classes supérieures de la société sont autorisées à suivre une formation de scribes, au service des autorités religieuses, pharaoniques et militaires.
Geoffrey Sampson, linguiste, déclare que les hiéroglyphes égyptiens « sont apparus un peu après l'écriture sumérienne, et ont probablement été inventés sous l'influence de ces derniers » et qu'il est « probable que l'idée générale d'exprimer des mots d'une langue de manière écrite ait été apportée en Égypte de la Mésopotamie sumérienne, ». Malgré l'importance des premières relations entre Égypte et Mésopotamie, le manque de preuves directes empêche de conclure de façon définitive quant à l'origine des hiéroglyphes dans l'Égypte ancienne. Au lieu de cela, il est souligné et soutenu que « les preuves d'une telle influence directe restent faibles » et qu'un « argument très crédible peut également être avancé en faveur du développement indépendant de l'écriture en Égypte ».
Depuis les années 1990, les découvertes d'étiquettes dans la tombe de Scorpion Ier à Abydos, datées entre 3400 et 3200 av. J.-C., pourraient remettre en cause la notion classique selon laquelle le système symbolique mésopotamien est antérieur à celui égyptien, bien que l'écriture égyptienne fasse une apparition soudaine à cette époque alors qu'au contraire la Mésopotamie possède une histoire évolutive d'utilisation des signes en jetons remontant à environ 8000 av. J.-C. Elles sont écrites sur de l'ivoire et sont probablement des étiquettes permettent de désigner d'autres biens trouvés dans la tombe.

#### Écriture élamite
L'écriture proto-élamite, récemment déchiffrée, émerge dès 3100 av. J.-C. On pense qu'elle a évolué en élamite linéaire vers la fin du IIIe millénaire, pour être remplacée par l'élamite cunéiforme, écriture adoptée pour l'akkadien.

#### Écriture de l'Indus

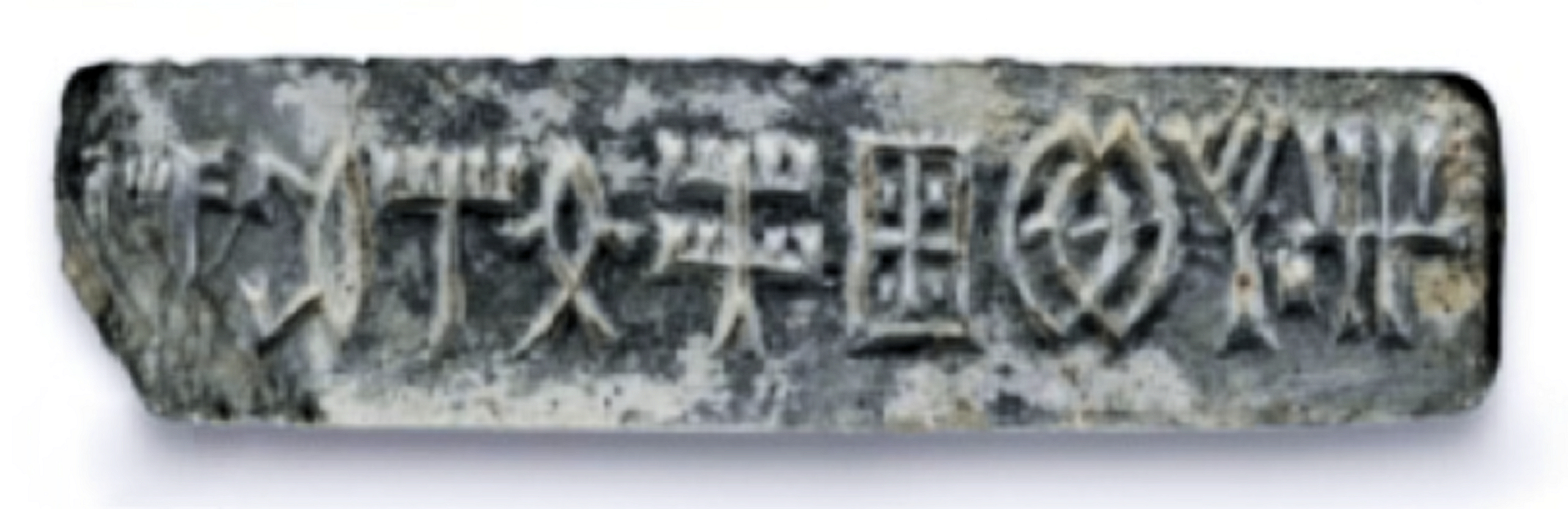
Tablette d'écriture de l'Indus récupérée à Khirasara, dans la vallée de l'Indus.

L'écriture de l'Indus de l'âge du bronze moyen remonte au début de la phase harappéenne vers 3000 av. J.-C. dans le sous-continent indien, correspondant à l'actuel Pakistan. Elle n'a pas encore été déchiffrée et savoir si elle doit être considérée comme un exemple de proto-écriture ou s'il s'agit d'une « vraie écriture » logographique-syllabique comme d'autres systèmes d'écriture de l'âge du bronze n'est pas clair. Mortimer Wheeler reconnaît le style d'écriture comme un boustrophédon, suggérant une maturité précaire.

#### Alphabets sémitiques anciens
Les premiers alphabets, des alphabets consonantiques faisant la correspondance entre des symboles uniques à des phonèmes uniques mais pas nécessairement chaque phonème à un symbole, émergent vers 1800 av. J.-C. dans l'Égypte antique. Ils sont probablement une représentation du langage développé par les travailleurs sémites en Égypte. Ces premiers alphabets restent d'une importance marginale pendant plusieurs siècles, et ce n'est que vers la fin de l'âge du bronze que l'alphabet protosinaïtique donne naissance à l'alphabet sudarabique (vers 1200 av. J.-C.). L'alphabet protosinaïtique a probablement été influencé d'une manière ou d'une autre par le syllabaire Byblos, puis a, à son tour, inspiré l'alphabet ougaritique (vers 1300 av. J.-C.).

#### Caractères chinois
La première preuve confirmée découverte de l'écriture chinoise est un corps d'inscriptions sur des os oraculaire et du bronze datant de la fin de la dynastie Shang. Le plus ancien est daté d'environ 1200 av. J.-C.,
Des inscriptions sur des carapaces de tortue datant d'environ 6000 av. J.-C., comme l'écriture jiahu ou l'écriture Banpo, ont été découvertes mais la question de savoir si les sculptures sont suffisamment complexes pour être qualifiées d'écriture reste en suspens. À Damaidi, dans la région autonome de Ningxia, 3 172 sculptures sur les falaises datant de 6000 à 5000 av. J.-C. ont été découvertes, mettant en vedette 8 453 personnages individuels, tels que le Soleil, la Lune, les étoiles, les dieux et des scènes de chasse ou de pâturage. Ces pictogrammes sont réputés similaires aux premiers caractères confirmés comme étant écrits en chinois. Si ceux-ci sont considérés comme une langue écrite, l'écriture en Chine précéderait le cunéiforme mésopotamien d'environ 2 000 ans. Cependant, il est plus probable que les inscriptions soient plutôt une forme de proto-écriture, similaire aux symboles Vinca en Europe.

#### Écritures crétoises et grecques
Les hiéroglyphes crétois se trouvent sur des artefacts de Crète datant du début au milieu du IIe millénaire av. J.-C. Le linéaire B, le système d'écriture des Grecs mycéniens est déchiffré tandis que le linéaire A ne l'est pas encore. La séquence et la répartition géographique des trois systèmes d'écriture qui se chevauchent, mais distincts, peut être résumée comme suit :
| Système d'écriture     | Zone géographique                                                                                           | Durée                    |
| ---------------------- | --- | ------------------------ |
| Hiéroglyphique crétois | Crète (à l'est de l'axe Knossos-Phaistos)                                                                   | vers 2100−1700 av. J.-C. |
| Linéaire A             | Crète (sauf l'extrême sud-ouest), îles Egéennes (Kéa, Cythère, Milos, Santorin) et continent grec (Laconie) | vers 1800−1450 av. J.-C. |
| Linéaire B             | Crète (Cnossos) et continent (Pylos, Mycènes, Thèbes, Tirynthe)                                             | vers 1450−1200 av. J.-C. |

#### Mésoamérique
Une dalle de pierre avec une écriture vieille de 3 000 ans, la stèle de Cascajal, est découverte dans l'État mexicain de Veracruz et est un exemple de la plus ancienne écriture du continent, précédant la plus ancienne écriture zapotèque qui date d'environ 500 av. J.-C.,,.
Des plusieurs écritures précolombiennes existantes en Mésoamérique, celle qui semble avoir été la mieux développée, et qui a été entièrement déchiffrée, est l'écriture maya. Les premières inscriptions identifiables à cette écriture datent du IIIe siècle av. J.-C. et l'écriture reste en usage continu jusqu'à peu de temps après l'arrivée des conquistadores espagnols au XVIe siècle. L'écriture maya utilise des logogrammes complétés par un ensemble de glyphes syllabiques, une combinaison similaire à l'écriture japonaise moderne.

### Écriture de l'âge du fer

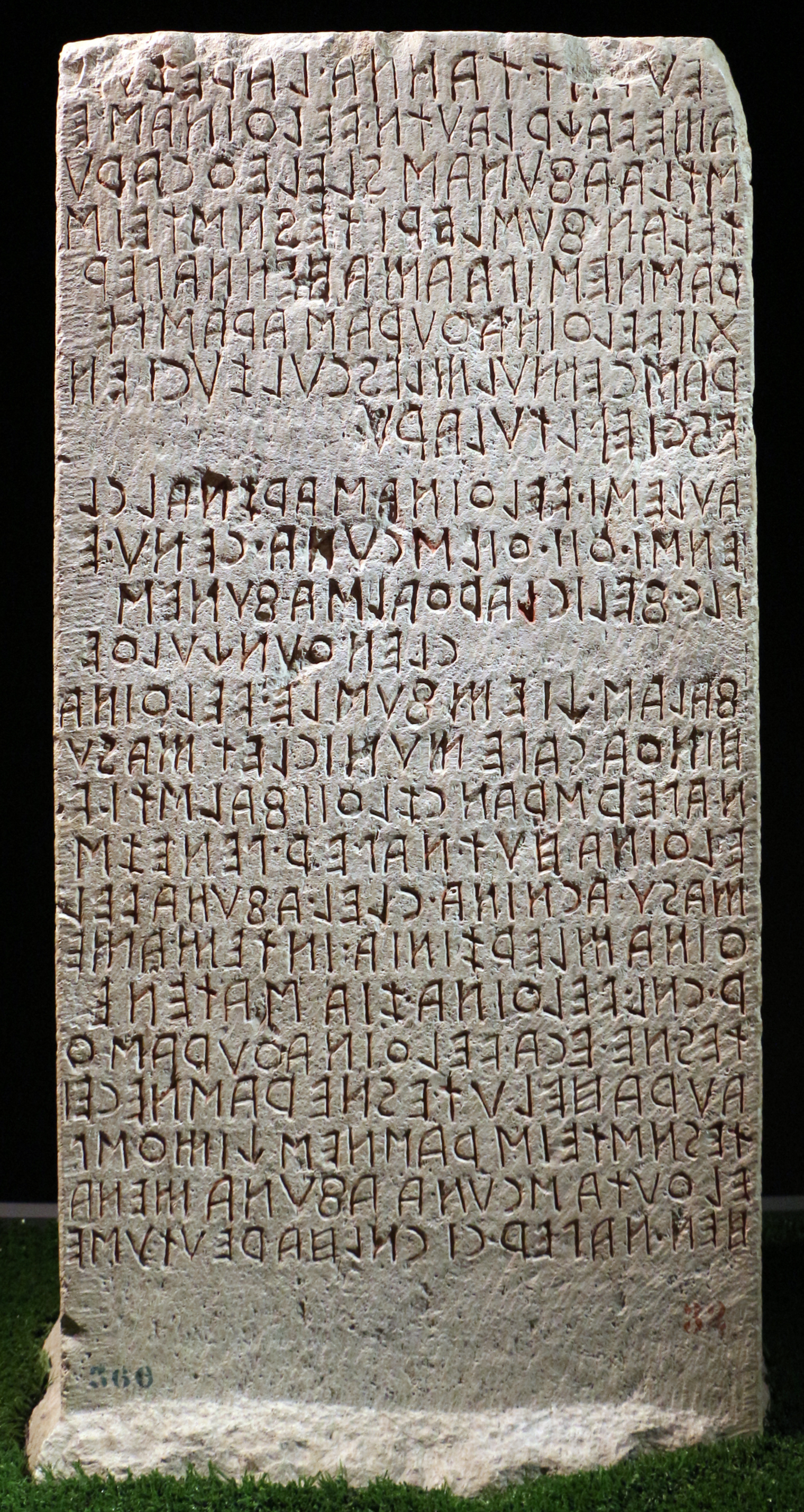
Cippe de Pérouse, écriture étrusque près de Pérouse, Italie, et précurseur de l'alphabet latin.

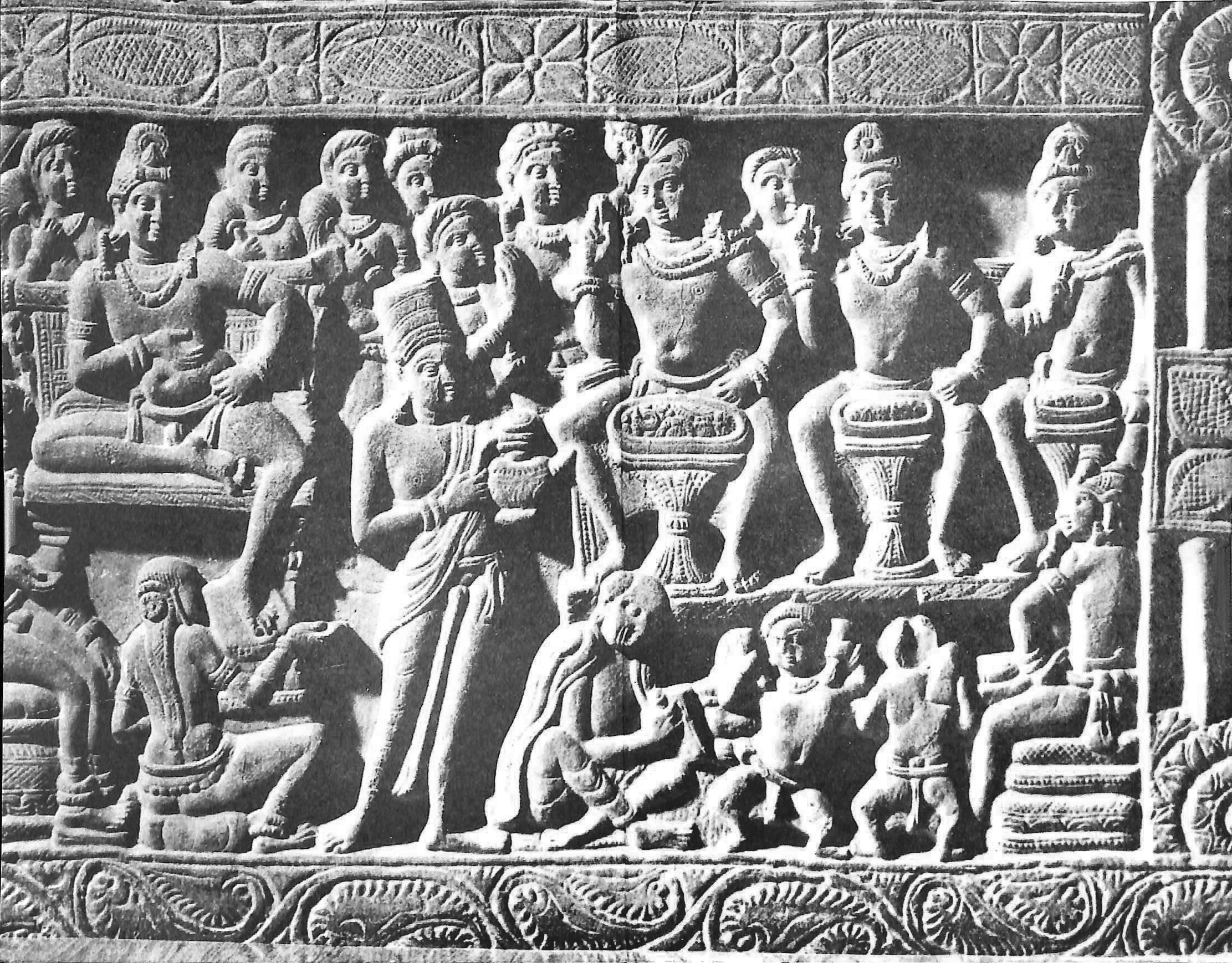
Sculpture de Nagarjunakonda représentant une scène où trois devins interprètent le rêve de la reine Maya, mère de Siddhartha Gautama, pour le roi Shuddhodana. En dessous d'eux est assis un scribe qui enregistre l'échange.

L'alphabet phénicien est l'alphabet protosinaïtique poursuivi jusqu'à l'âge du fer, traditionnellement pris comme commençant en 1050 av. J.-C. Cet alphabet donne naissance aux alphabets araméen et grec.
Ceux-ci conduisent à leur tour aux systèmes d'écriture utilisés dans des régions allant de l'Asie occidentale à l'Afrique et à l'Europe. Pour sa part, l'alphabet grec introduit pour la première fois des symboles explicites pour les sons de voyelles. Les alphabets grec et latin donnent naissance, dans les premiers siècles de notre ère, à des runes et aux alphabets gothique et cyrillique tandis que l'alphabet araméen évolue vers les alphabets hébreu, arabe et syriaque.
L'alphabet sudarabique donne naissance à l'alphasyllabaire guèze. Certains linguistes pensent que les écritures brahmiques du sous-continent indien sont également dérivées de l'alphabet araméen.

### Écriture dans les civilisations gréco-romaines

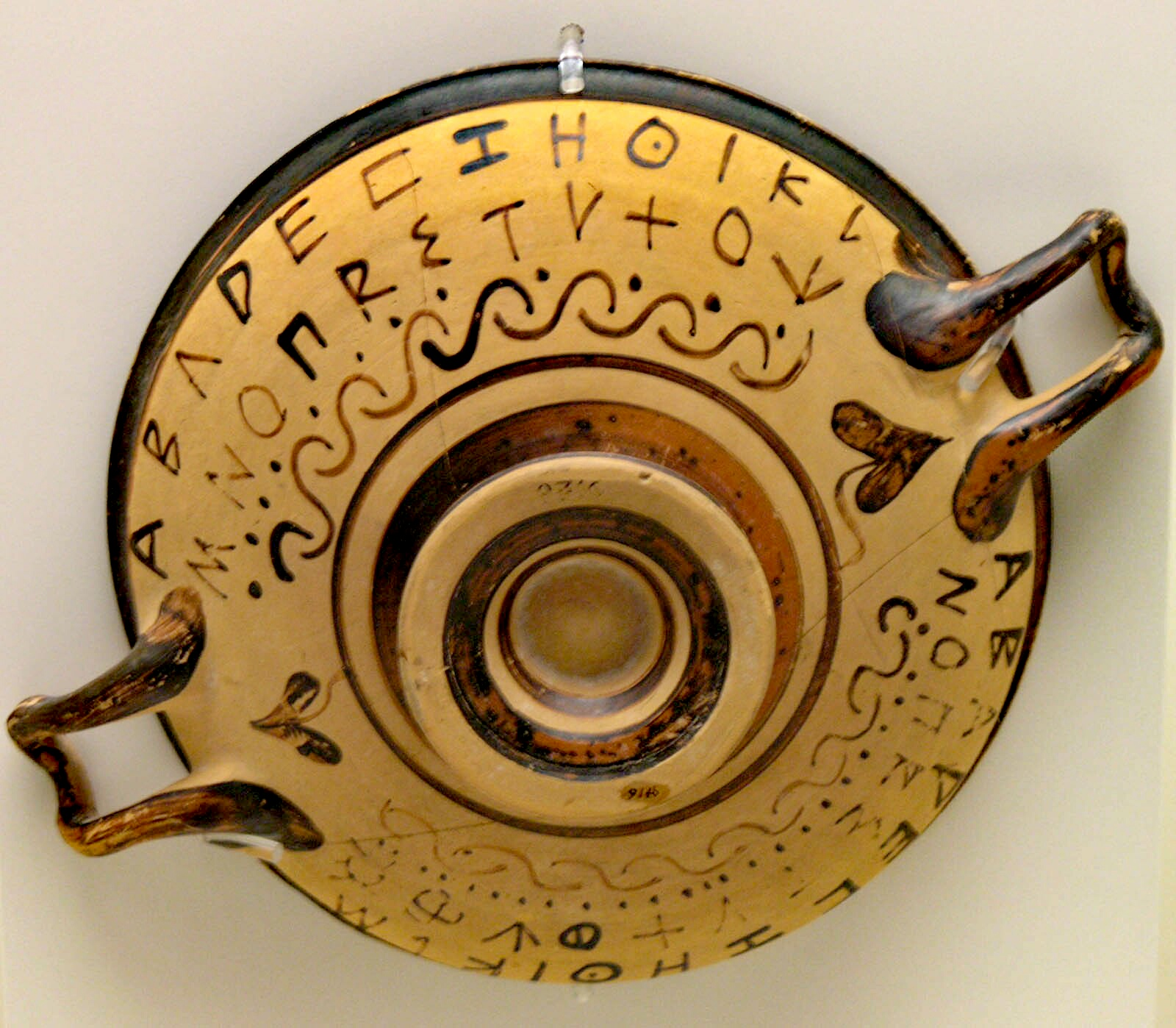
Alphabet grec sur poterie, exposée au Musée national archéologique d'Athènes.

L'histoire de l'alphabet grec commence au moins au début du VIIIe siècle av. J.-C., lorsque les Grecs adaptent l'alphabet phénicien à leur propre langue. Les lettres de l'alphabet grec sont plus ou moins les mêmes que celles de l'alphabet phénicien et les deux alphabets sont disposés dans le même ordre. L'adaptation depuis le système phénicien ajoute trois lettres à l'alphabet, appelées les «suppléments». Plusieurs variétés d'alphabets grecs archaïques sont utilisées en fonction de la zone géographique. Après avoir d'abord écrit de droite à gauche, comme les Phéniciens, les Grecs choisissent finalement d'écrire de gauche à droite.
Le grec est à son tour la source des écritures modernes européenne. Son descendant le plus répandu est l'alphabet latin, du nom des Latins. Les Romains avaient auparavant adopté l'écriture vers le Ve siècle av. J.-C. par le biais de la civilisation étrusque. Cependant, en raison de la domination culturelle de la République romaine, les écritures et la langue étrusque sont en grande partie perdus.

### Écriture au Moyen Âge
Avec l'effondrement de l'Empire romain en Europe occidentale, le développement littéraire se limite pour l'essentiel à l'Empire byzantin et à l'Empire perse. Le latin, perd rapidement en importance, sauf au sein de l'Église romaine. Les principales langues utilisées en littérature sont alors le grec et le persan, mais d'autres langues telles que le syriaque ou le copte jouent également un rôle important.
La montée de l'Islam au VIIe siècle conduit à l'essor rapide de l'arabe en tant que langue littéraire majeure de la région. Avec le persan, elles commencent ainsi à éclipser le rôle du grec comme langue d'érudition.
Au début du deuxième millénaire, la ville de Cordoue, en Espagne moderne, devient l'un des centres intellectuels les plus importants du monde et contient la plus grande bibliothèque du monde de l'époque. Sa position de carrefour entre les mondes chrétien islamique et occidental contribue à alimenter le développement intellectuel et la communication écrite entre les deux cultures.

### Renaissance et époque moderne

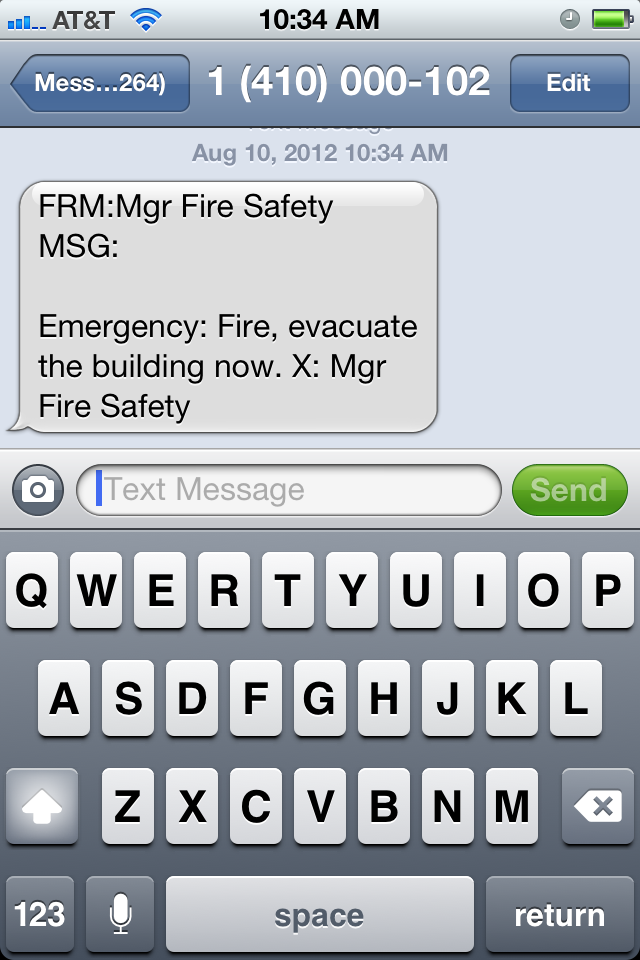
Écriture en anglais sur un smartphone (iPhone).

La Renaissance en Europe occidentale redonne de l'importance au grec et au latin en tant que langues littéraires. Une émergence similaire, quoique moindre, s'est produite en Europe de l'Est, en particulier en Russie. Dans le même temps, l'arabe et le persan commencent à perdre lentement leur importance à la fin de l'âge d'or de l'Islam. La renaissance du développement littéraire en Europe occidentale conduit à de nombreuses innovations dans l'alphabet latin et à la diversification de l'alphabet pour codifier les phonologies des différentes langues.
À partir de l'époque moderne, la nature de l'écriture est en constante évolution, notamment en raison du développement des nouvelles technologies. Le stylo, la presse typographique, l'ordinateur et le téléphone mobile sont autant de développements qui modifient ce qui est écrit et le support sur lequel l'écrit est produit. Particulièrement avec l'avènement des technologies numériques, les caractères peuvent être formés par la pression d'un bouton, plutôt que par un mouvement physique avec la main.
La nature de l'écriture a récemment évolué du fait de ces technologies pour inclure un style écrit informel et familier, dans lequel une conversation quotidienne peut avoir lieu par l'écrit plutôt que par la parole. La communication écrite peut également être délivrée avec un délai minimal (e-mail, SMS) et, dans certains cas, avec un délai imperceptible (messagerie instantanée).

## Filmographie
- « Le code maya enfin déchiffré », 2008 ; d’après le livre « L’art maya et sa calligraphie » de Michael D. Coe (La Martinière, 1997).
- « L'odyssée de l'écriture », 2020 ; écrit et produit par Martin de la Fouchardière et David Sington pour ARTE (en trois parties).